# Abbaye Saint-Aubin d'Angers
Pour les articles homonymes, voir Saint-Aubin.
L'abbaye Saint-Aubin est une ancienne abbaye située à Angers dans le département français de Maine-et-Loire et la région des Pays de la Loire, et qui a été fondée au VIe ou VIIe siècle et qui a été dispersée à la Révolution française.

## Historique
L'abbaye trouve son origine dans une basilique funéraire (memoria) élevée pour abriter le tombeau de l'évêque Aubin (529-550). Celui-ci avait été inhumé dans une cellula angusta dans l'attente de l'achèvement de la construction de la grande basilique, ce qui eut lieu entre 550 et 576. La nova basilica a rapidement porté le vocable de Saint-Aubin car Grégoire de Tours le mentionne (Dix Livres d'histoire, l. VI, 16).
La basilique funéraire devient un monastère aux environs des VIe siècle-VIIe siècle. En 616, l'évêque Bertrand du Mans sous-entend l'activité monastique : « venerabile Bobeno abbate de basilica sancti Albini », tout comme l'auteur de la première Vita S. Magnobodi (IXe siècle ou Xe siècle) : « abbas vocabulo Niulphus qui coenobium ». Les fouilles menées en 1997 lors du réaménagement du musée des beaux-arts (Logis Barrault) ont montré qu'aux alentours de cette période l'espace de la cour d'honneur du bâtiment était vide d'habitat, et que quelques sépultures étaient présentes ; on interprète l'occupation de cette période comme étant déjà l'enclos de l'abbaye Saint-Aubin.
Une communauté canoniale est installée en lieu et place des moines, au VIIIe siècle ou IXe siècle. L'évêque Théodulf d'Orléans, accusé d'avoir apporté son soutien à Bernard d'Italie, y fut détenu de 818 jusqu'à sa mort (en 820).
Saint-Aubin retrouve définitivement son statut d'abbaye avec le retour des moines en 966 (cartulaire de Saint-Aubin, no 18) à l'occasion de la réforme de l'établissement. Les moines sont dispersés par la Révolution française.
L'abbatiale a été détruite en 1811 pour créer ce qui deviendra l'actuelle place Michel-Debré, et le cloître a été intégré au nouvel hôtel de préfecture de Maine-et-Loire. Le clocher fortifié séparé de l'abbaye, et ancienne propriété en propre de l'abbé, est conservé (c'est la « tour Saint-Aubin », toujours visible rue des Lices).

## La tour Saint-Aubin
La tour-clocher de l'abbaye Saint-Aubin est moins ancienne que son abbaye attenante. Elle fut érigée au XIIe siècle. Elle domine la cité d'Angers de ses 54 mètres de hauteur. Au Moyen Âge, la tour Saint-Aubin servait de tour de guet. Cette tour formait à elle seule une petite forteresse avec meurtrières et puits. Comme d'autres tours abbatiales de la même époque, elle fut érigée en dehors de l'abbaye même.

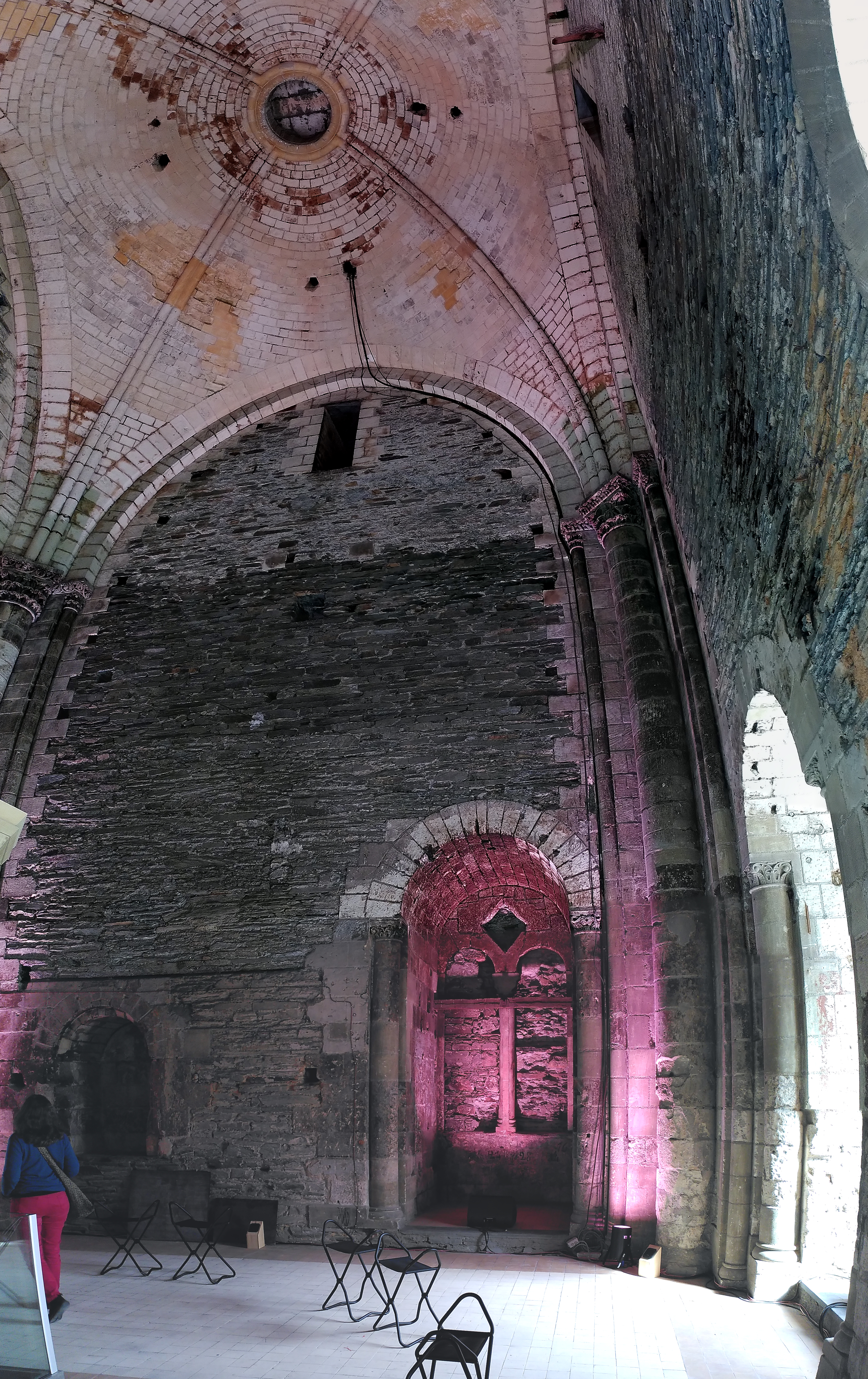
Premier étage de la tour Saint-Aubin

Avec les outrages du temps et les diverses occupations successives et utilisations multiples, la tour finit par tomber en ruine. Au cours du XIXe siècle, le beffroi, le campanile et la toiture sont détruits. Elle devient par la suite une tour à plomb pour la fabrication des plombs de chasse.
En 1862, la tour Saint-Aubin est classée au titre des Monuments historiques. D'autres protections successives, par classement ou inscription (classements en 1901, 1904, 1968 ; inscription en 2007) compléteront ce premier classement.
Dans la première moitié du XXe siècle, elle héberge le musée de l'industrie, puis un observatoire météorologique. De nos jours, elle accueille des expositions artistiques temporaires.

## Le cloître de l'abbaye

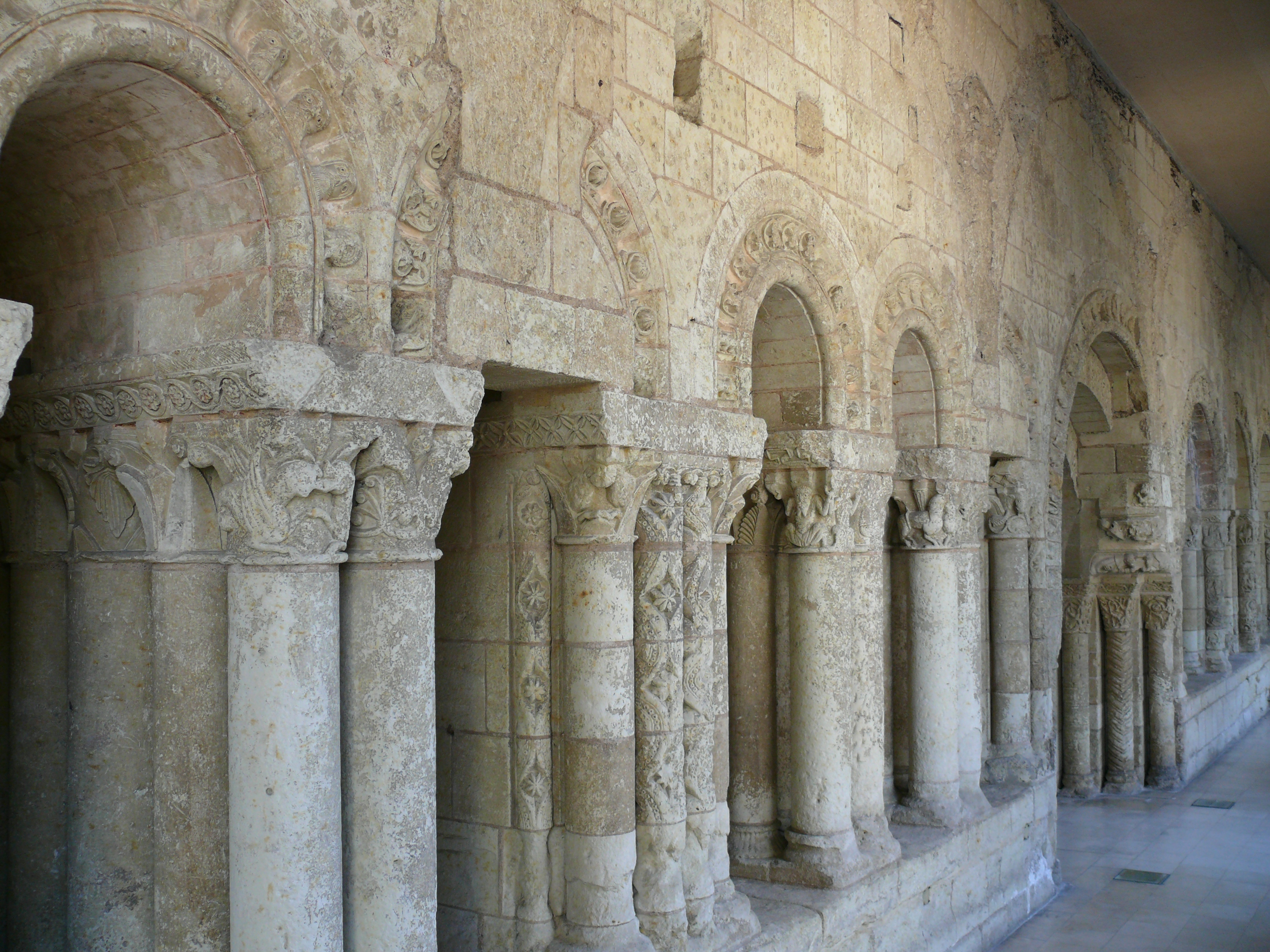
Galerie orientale du cloître.

Le cloître roman de l'abbaye se trouvait à l'emplacement de l'actuelle préfecture de Maine-et-Loire. Il a été construit à l'initiative de Robert de La Tour-Landry, abbé de Saint-Aubin de 1127 à 1154. Il n'en subsiste plus que la galerie orientale avec la porte de la salle capitulaire et deux séries d'arcades situées de part et d'autre. Du côté nord, elles sont formées de deux triplets de trois arcades chacun. Du côté sud, elles se composent de baies géminées placées sous trois arcades d'encadrement. Ces douze arcades ont dû être construites au XIIe siècle.
La porte de la salle capitulaire comporte trois rouleaux d'archivoltes. Les chapiteaux du côté du cloître représentent des épisodes de l'histoire de Samson.

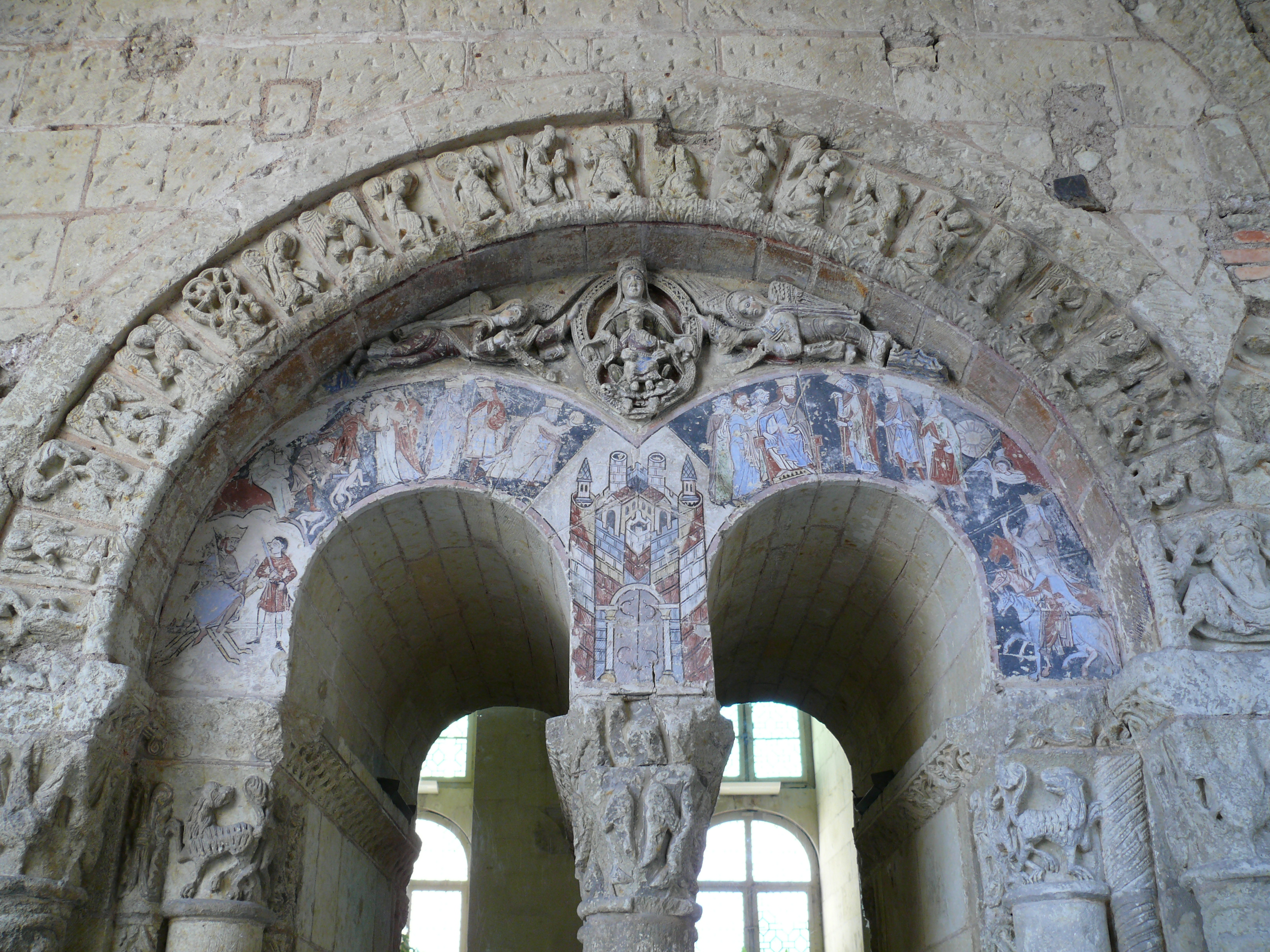
La Vierge en majesté et peintures romanes.

Sous les archivoltes des arcades méridionales sont représentés aux écoinçons des scènes représentant la Vierge en majesté et l'histoire de David et Goliath. Sous la représentation de la Vierge en majesté entourée de deux anges se trouve une peinture représentant, à droite, les Rois mages montrent l'étoile et se mettent en chemin vers Jérusalem, à gauche, Hérode ordonne le Massacre des Innocents, au centre, Jérusalem symbolisé sous la représentation de la Vierge.
Les moines ayant voulu faire couvrir le cloître d'une voûte gothique au XIVe siècle, ce travail a détérioré les sculptures romanes. Les bâtiments de l'abbaye ont été reconstruits de 1668 à 1692.
Les arcades du cloître subsistant dans la cour de la préfecture d'Angers et dans une salle de rez-de-chaussée du bâtiment central de la préfecture ont été classées au titre de Monuments historiques par arrêté du 19 juillet 1901.